# Eanfleda de Deira
Santa Eanfleda, (o Eanfled) fue una princesa, hija de Edwino, rey de Northumbria y Etelburga de Kent. Fue bautizada por San Paulino de York y la primera persona bautizada en Northumbria.

## Infancia
La vida de Eanfleda tomó lugar dentro de las políticas de las dinastías de Northumbria y las relaciones entre las dos casas reales de Bernicia Deira. Eanfleda nació en 626, hija de Edwino de Deira, en ese entonces rey de Northumbria, y su esposa Etelburga de Kent. Ella nació la noche después de Domingo de Pascua, inmediatamente después de una crisis, en la cual, un asesino intentó matar a su padre. Su madre, Etelburga, era hija de la princesa francesa Berta y del rey Ethelberto de Kent. Fue una cristiana devota dentro de una corte pagana, y a solo semanas de nacer, Eanfleda fue bautizada como cristiana por Paulino de York, el sacerdote de su madre. Según Beda, ella fue la primera de las gentes de Northumbria en ser bautizada.
En 633, cuando solo tenía seis años de edad, Northumbria fue invadida desde el sur y Edwino fue asesinado. Etelburga huyó hacia Kent para estar bajo la protección de su gente, llevando con ella a Eanfleda y a varios de la casa real. Pero cuando dos años después el príncipe berniciano Oswaldo, hijo del adversario de Edwin el rey Etelfrido de Northumbria subió al trono de Northumbria, Etelburga temía que, aun estando en Kent, sus hijos no estarían a salvo. Ella, pues, los mandó hacia Francia, a la corte de su pariente el rey Dagoberto. Por lo tanto Eanfleda creció en exilio.

## Reina de Northumbria
Eanfleda fue traída de regreso a Northumbria en 642 o 643, a la edad de diecisiete o dieciocho años, para ser casada con Oswiu quien había sido el sucesor de su hermano Oswaldo. A comienzos del reino de Oswiu, la unidad del reino de Northumbria no estaba para nada asegurada y por ser hijo de Etelfrido, su aceptabilidad en Deira no podría ser garantizada, y eso que era de linaje deirano por parte de su madre. La alianza matrimonial con Eanfleda, fue entonces un elemento clave para consolidar su posición; esto le dio a Eanfleda un poder el cual ella pudo ejercitar en 651. A comienzos del reino de su reino, Oswiu no gobernaba Deira directamente, sino a través de un sub-reino. Entre 646 y 651 el príncipe deirano Oswino fue el sub-rey, pero después de un fallido intento armado en contra de Oswiu, él fue asesinado por órdenes de éste. Por esta horrenda acción, Eanfleda convenció a Oswiu de patrocinar la construcción de un monasterio en Gilling, dentro de territorio de Deira, y nombró a Trumhere, un pariente de Oswino, como abad. Beda explica que esto fue un acto de arrepentimiento, con los monjes rezando a diario por la salvación de las almas de ambos reyes. Esta acción también tiene un sentido más general, no solo de la moral cristiana de la época, Por el hecho se asesinato, se creaba una deuda de sangre, y Eanfleda, por ser compatriota de la víctima, estaba encargada de extraer un precio como cobro por la muerte de su compatriota para pagar la deuda. El monasterio fue el cobro que ella consiguió, y en esos tiempos un monasterio era de suma importancia.

## Religión
En las políticas de religión y dentro de la corte real, Eanfleda era influyente. Ella seguía las prácticas de la rama romana del Cristianismo el cual había sido inculcado en su infancia, aunque Oswiu y su corte seguían las prácticas de la rama celta del cristianismo establecida por Oswaldo en Lindisfarne. Ella fue patrona de Wilfrido quien siendo apenas un joven, se presentó a ella en la corte, y quien en nombre de la tradición romana, en el Sínodo de Whitby. Había un sentimiento pro-romano muy distinguido en el estado de Deira, y Eanfleda y su hijastro Aldfrido estaban en el centro.
Manteniendo su posición de esta forma, Eanfleda estuvo tal vez influenciada por el ejemplo de su madre y su abuela materna, las cuales fueron cristianas en cortes paganas. Las dos tradiciones cristianas que se representaban en la corte, usaban dos diferentes calendarios eclesiásticos. Como resultado, el rey podría estar celebrando Pascua, mientras la reina y su corte observaban la Cuaresma. Beda presenta esto como uno de los factores que llevó a Oswiu a convocar el Sínodo de Whitby donde se decidió en favor del Cristianismo Romano.
Después de la muerte de Oswiu en 670, Eanfleda entró al monasterio de Whitby bajo dirección de su compatriota la abadesa Hilda. Al hacerlo, se unió a su hija Alfleda a la que Oswiu había destinado a la vida monástica desde su infancia. Whitby se convirtió en algo así como una casa de retiro para la familia real de Deira; Eanfleda y Alfleda siguieron a Hilda como abadesas, y fue durante el tiempo de Eanfleda en el monasterio que los restos de su padre el rey Edwin fueron recuperados del lugar de su muerte en Hatfield Chase y depositados junto al altar en la iglesia del monasterio.
La fecha y circunstancias de la muerte de Eanfleda son desconocidas, pero fue enterrada al lado de su padre en la iglesia del monasterio. Después de su muerte Eanfleda fue venerada como santa y nombrada patrona de Whitby.